# 춘양면 (화순군)
춘양면(春陽面)은 전라남도 화순군에 위치한 면이다. 능주면과 인접해 있다.

## 개요
춘양면은 화순군의 서남에 위치하며 유네스코 세계문화유산 등록 및 사적 제410호로 지정된 대신리 고인돌군이 분포되어 있다. 광주시와 인접된 지역으로 교통이 편리하여 전원 관광 도시 기반을 갖추고 있다.

## 역사
- 조선 시대 중엽까지 : 능성현(綾城縣)에 속했다.
- 1632년 (조선 인조 10년) : 능주목으로 승격되었다.
- 1759년 (조선 영조 33년) : 능주목 남일면이 되었다.
- 1864년 (조선 고종 1년) : 석정면과 개천면으로 분할되었다.
- 1871년 : 석정면과 개천면을 다시 남일면으로 통합했다.
- 1895년 : 남일면을 부춘면과 단양면으로 분할하였다.
- 1914년 3월 1일 : 부군면 통폐합으로 춘양면이 되었다.

## 행정 구역
| 법정리 | 한자명 | 행정리                    | 비고            |
| ------ | ------ | ------------------------- | --------------- |
| 가동리 | 可東里 | 가동리                    |                 |
| 가봉리 | 佳鳳里 | 가봉리                    |                 |
| 대신리 | 大薪里 | 대신1구, 대신2구, 대신3구 |                 |
| 변천리 | 邊天里 | 변천리                    |                 |
| 부곡리 | 富谷里 | 부곡1구, 부곡2구, 부곡3구 |                 |
| 산간리 | 山澗里 | 산간리                    |                 |
| 석정리 | 石亭里 | 석정리                    | 면사무소 소재지 |
| 양곡리 | 陽谷里 | 양곡1구                   |                 |
| 용곡리 | 龍谷里 | 용곡1구                   |                 |
| 용두리 | 龍頭里 | 용두리                    |                 |
| 우봉리 | 牛峯里 | 우봉리                    |                 |
| 월평리 | 月坪里 | 월평1구, 월평2구, 월평3구 |                 |
| 화림리 | 花林里 | 화림1구, 화림2구, 화림3구 |                 |
| 회송리 | 會松里 | 회송1구, 회송2구          |                 |

## 관광
- 대신리 고인돌군